# Bellum se ipsum alet

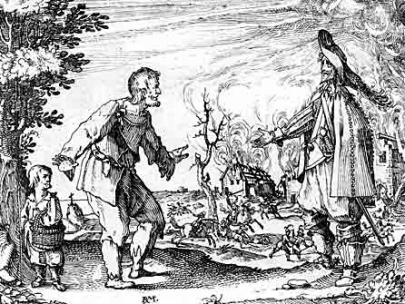
Un campesino pide piedad a un mercenario frente a su granja en llamas durante la Guerra de los Treinta Años. Ilustración contemporánea.

La frase latina bellum se ipsum alet o bellum se ipsum alit (español: La guerra se alimenta a sí misma, francés: La guerre doit se nourrir elle-même) y su traducción alemana Der Krieg ernährt den Krieg describen la estrategia militar de alimentación y financiación de ejércitos con los recursos primarios de los territorios ocupados. La frase, acuñada por el político romano Catón el Viejo, se asocia principalmente a la Guerra de los Treinta Años (1618-1648).

## La frase

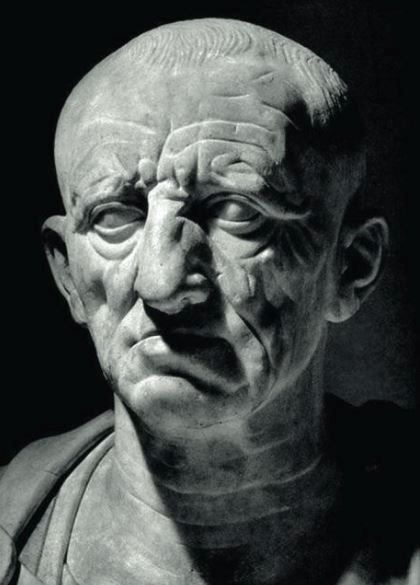
Catón. Acuñó la frase en 195 a. C.

La frase bellum se ipsum alit fue mencionada por primera vez en el Ab Urbe condita libri (XXXIV,9,12), escrito por el historiador romano Tito Livio (59 a. C.-17), quien la atribuyó al estadista Marco Porcio Catón ("el Viejo", 234–149 a. C.). Según Tito Livio, Catón utilizó la frase en 195 a. C., durante la conquista de Hispania, cuando rechazó comprar suministros adicionales para su ejército en la península ibérica.
El lema llegó a ser prominente en lo referente a la Guerra de los Treinta Años. Friedrich Schiller, en su drama histórico Wallenstein (I/2, Los Piccolomini), pone en boca de Johann Ludwig Hektor von Isolani, general del ejército de Albrecht von Wallenstein, las siguientes palabras en una conversación con otros comandantes:

| Illo:        | Ei was! Es war ein gutes Jahr, der Bauer kann / Schon wieder geben!                       | ¡Y qué! ¡Fue un buen año, el campesino pudo pagar otra vez!                                                  |
| Questenberg: | Ja, wenn Sie von Herden / Und Weideplätzen reden, Herr Feldmarschall -                    | ¡Sí, si usted se refiere a rebaños y pastos, señor mariscal de campo! -                                      |
| Isolani:     | Der Krieg ernährt den Krieg. Gehn Bauern drauf / Ei, so gewinnt der Kaiser mehr Soldaten. | La guerra se alimenta de guerra. Los campesinos mueren, ¡ah! y de esta forma el emperador gana más soldados. |
| Questenberg: | Und wird um so viel Untertanen ärmer!                                                     | ¡Y pierde más súbditos!                                                                                      |
| Isolani:     | Pah! Seine Untertanen sind wir alle!                                                      | ¡Bah! ¡Nosotros somos todos sus súbditos!                                                                    |

## La estrategia

### La Guerra de los Treinta Años
Antes de la Guerra de los Treinta Años, las leyes del Sacro Imperio Romano Germánico proveían de fondos a los ejércitos añadiendo impuestos especiales de guerra. Los fondos necesarios para grandes ejércitos aumentaron superando los ingresos de los señores de la guerra, lo que les obligó a recurrir a medidas desfavorables como el préstamo de dinero y la depreciación de la moneda. En el curso del conflicto, el principio de bellum se ipsum alet se aplicó en dos fases: en la primera, los víveres necesarios se obtenían directamente del territorio ocupado por el ejército; más tarde, la retribución a los soldados se basó en el propio terreno, es decir, que se entregaban tierras a los soldados.

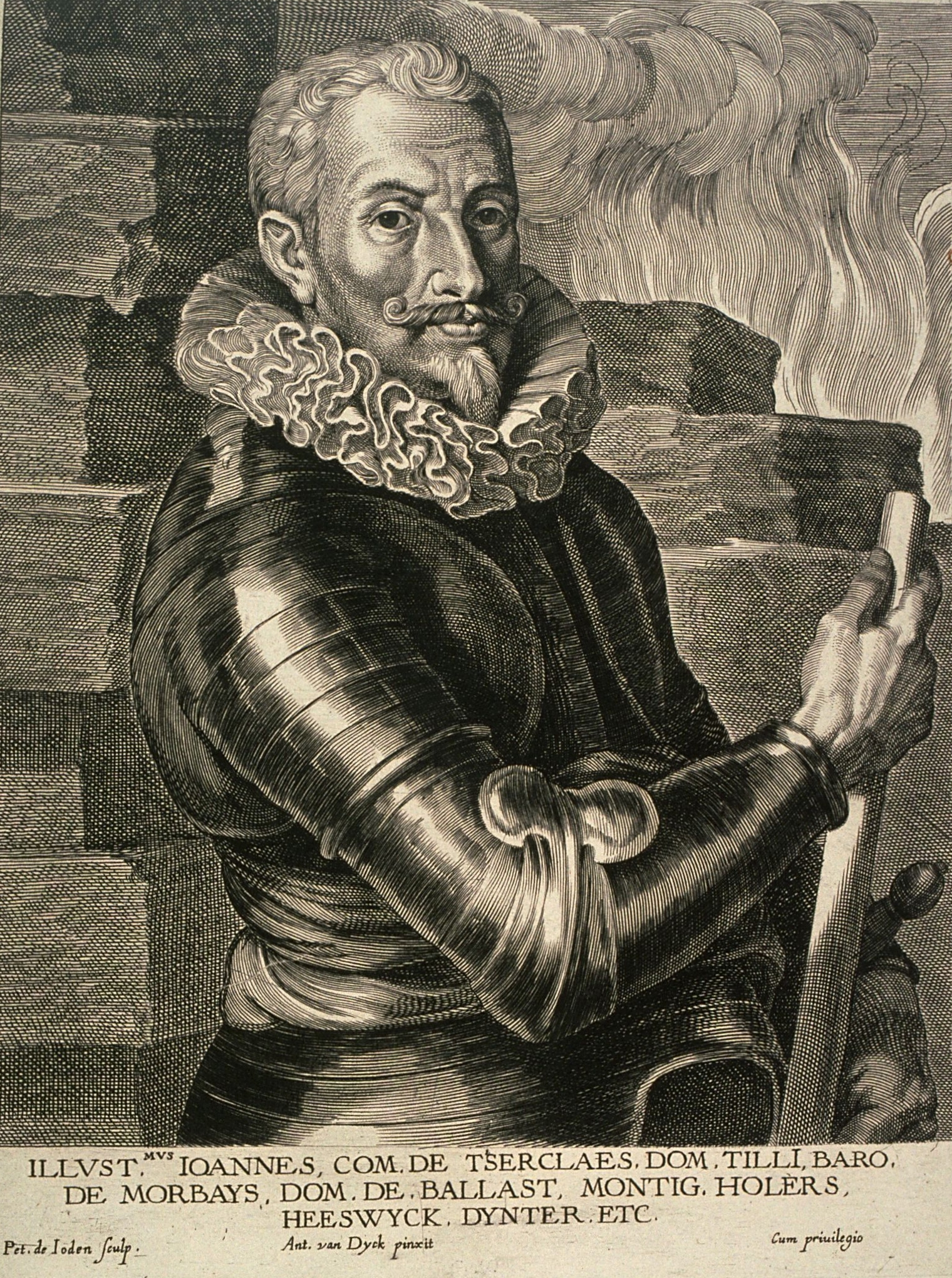
Tilly, el primero en implementar la bellum se ipsum alet.

En 1623, Johann Tserclaes, conde de Tilly y líder de las tropas de la Liga Católica, implementó la doctrina en el territorio arrebatado al enemigo en la Circunscripción de Alta Sajonia. La circunscripción tuvo que crear un ejército para su defensa y dispersarlo por la zona, que fue dividida en Kontributionsbezirke ("distritos de contribución"), cada uno de los cuales debía proporcionar una cantidad de alimentos para la soldadesca, así como caballos. Los soldados eran acuartelados en las casas de la gente común, que tuvo que brindarles refugio, alimento y Servisgeld, una suma definida con la que el soldado compraba leña y sal. Estas medidas eran acordadas por la nobleza, y las autoridades locales se encargaban de su aplicación. En contraste, Tilly impuso medidas análogas el mismo año en el territorio que acababa de conquistar, Hersfeld. Las contribuciones que demandaba eran excesivamente altas, y fueron aplicadas por la fuerza.
En 1625, Albrecht von Wallenstein prometió al sacro emperador romano Fernando II levantar un ejército y financiarlo él mismo. Fernando permitió a Wallenstein explotar los territorios ocupados con la advertencia de que no podría recaudar dinero por la fuerza sin su aprobación. Esta condición fue sin embargo descuidada, y las tropas se mantuvieron enteramente por los contribuidores y el botín. Posteriormente, todos los ejércitos participantes en la guerra adoptaron el principio de bellum se ipsum alet. Los recursos de las Kontributionsbezirke eran recogidos por las fuerzas armadas, y las autoridades locales forzadas a colaborar. Los territorios afectados a menudo se arruinaban y se veían en la necesidad de pedir dinero prestado para satisfacer las demandas militares durante la Guerra de los Treinta Años, y por ello muchas comunidades alemanas permanecieron endeudadas hasta el siglo XVIII.

### La Segunda Guerra Mundial

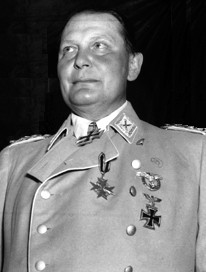
Göring aplicó la bellum se ipsum alet en el territorio tomado a los soviéticos.

En 1941, durante la Segunda Guerra Mundial, la Alemania nazi invadió la Unión Soviética. Las regiones invadidas no otorgaron a los nazis los recursos cuantiosos que esperaban debido al déficit previo de la economía planificada soviética y la devastación de la conquista. Por lo tanto, el Reichsmarschall Hermann Wilhelm Göring impuso restricciones a la población local para evitar que al Reich y a la Wehrmacht les faltasen suministros de alimentos. Consciente de las consecuencias de sus acciones, Göring anunció en septiembre de 1941 "la más grande hambruna desde la Guerra de los Treinta Años" en las zonas ocupadas. En 1942, describió la estrategia alemana en aquellos territorios como bellum se ipsum alet.